# Caldonazzo
Caldonazzo és un municipi italià, dins de la província de Trento. L'any 2007 tenia 3.108 habitants. Limita amb els municipis de Bosentino, Calceranica al Lago, Centa San Nicolò, Folgaria, Lavarone, Levico Terme, Luserna, Pergine Valsugana i Tenna.

## Administració
| Període | Identitat     | Partit        |
| ------- | ------------- | ------------- |
| 2005-   | Laura Mansini | Llista cívica |